# Michaël Bultheel
Michaël Bultheel (né le 30 juin 1986 à Ypres) est un athlète belge, spécialiste du 400 m haies.
Il participe au relais 4 x 400 m lors des Jeux olympiques de 2012 à Londres et est demi-finaliste du 400 m haies, en portant son record à 49 s 10.
Il améliore son record personnel lors des Championnats de Belgique 2015 en courant le 400 m haies en 49 s 04. Il participe en août aux championnats du monde et se qualifie pour les demi-finales où il est éliminé avec le 22e temps (49 s 66).

## Palmarès
| Date | Compétition           | Lieu     | Place | Épreuve     | Temps         |
| ---- | --------------------- | -------- | ----- | ----------- | ------------- |
| 2009 | Universiade           | Belgrade | 3e    | 400 m haies | 49 s 79       |
| 2012 | Jeux olympiques       | Londres  | 5e    | 4 × 400 m   | 3 min 01 s 83 |
| 2014 | Championnats d'Europe | Zurich   | 6e    | 4 × 400 m   | 3 min 02 s 60 |